# Oporinia albescens
Oporinia albescens là một loài bướm đêm trong họ Geometridae.